# Andreas Kisser
Andreas Rudolf Kisser (São Bernardo do Campo, 24 de agosto de 1968) es un guitarrista, compositor y productor brasileño, guitarrista de la banda de metal Sepultura y de la banda De La Tierra. Desde su llegada a Sepultura, en 1987, ha aparecido en cada lanzamiento del grupo desde el álbum Schizophrenia hasta Quadra. Además, Kisser también colaboró en varios proyectos musicales, con varias bandas y artistas.

## Biografía
Kisser nació el 24 de agosto de 1968 en São Bernardo do Campo, un municipio en el estado de São Paulo. Su padre, de origen alemán, era un ingeniero mecánico que trabajó para Mercedes-Benz y su madre, eslovena de Maribor, era profesora de alemán y artista aficionada. Kisser mostró a una edad temprana un interés por la música. Tenía 10 años cuando comenzó a escuchar discos de los Beatles, Roberto Carlos y Tonico y Tinoco. En el mismo período, recibió su primera guitarra acústica de su abuela y más tarde ganó una segunda guitarra en un juego de Bingo. Al principio, Kisser aprendó los acordes básicos del repertorio de la música popular brasileña y más tarde piezas clásicas. Un día, un amigo le presentó a la música de bandas de hard rock como Queen y Kiss, que habrán tenido una gran influencia en él. En 1983 asistió al concierto de Kiss en São Paulo. Kisser finalmente consiguió su primera guitarra eléctrica, un modelo Supersonic de la marca Giannini, y un pedal de distorsión. Sus principales influencias en este momento, eran guitarristas como Eric Clapton, Jimi Hendrix, Steve Howe, Tony Iommi, Ritchie Blackmore, Jimmy Page y Randy Rhoads.
En 1984 Kisser comenzó a tocar la guitarra y cantar en su primera banda, Esfinge, que formó con dos amigos de la escuela. El trío tocó principalmente versiones de grupos de heavy metal como Black Sabbath, Ozzy Osbourne, Iron Maiden, Venom y Metallica. Dos años más tarde, se renombraron como Pestilence y, en 1987, grabaron una maqueta llamada Slaves of Pain. Las canciones de la maqueta fueron después reutilizados por Sepultura en sus álbumes Schizophrenia y Beneath the Remains. Pestilence fue, sin embargo, de corta duración y los miembros finalmente se separaron.

## Carrera

### Sepultura
Artículo principal Sepultura.
En 1987 Kisser se encontró con los miembros de Sepultura y asistió a uno de sus conciertos durante un viaje a Belo Horizonte. El día del concierto, se improvisó como roadie para el cantante y guitarrista Max Cavalera y toco con los miembros durante los entreactos. Después de la salida del guitarrista Jairo Guedz, Kisser audicionó para el puesto y se convirtió en un miembro permanente. El mismo año, tocó con la banda por primera vez en Caruaru, Pernambuco y participó en la grabación del álbum Schizophrenia. Su llegada a Sepultura contribuyó a dar forma al sonido de la formación, entonces en plena evolución. Max Cavalera dijo de él:

"... trajo nuevas ideas e influencias en Sepultura. El resultado fue Schizophrenia."

Para Schizophrenia y Beneath the Remains, Kisser y Cavalera escribieron las letras en conjunto mientras que toda la banda escribió la música. Para Arise y posteriormente, Kisser comenzó a escribir canciones propias. Kisser también acompañó a cantar en conciertos y grabaciones y, en 1996, aseguró el papel principal en los Monsters of Rock, cuando Max Cavalera se vio obligado a ausentarse para asistir al funeral de su hijastro Dana Wells.

### HAIL!
Kisser es también miembro del supergrupo de metal HAIL!, que se formó en 2008 por David Ellefson y Mark Abbattista, director musical. Además de Ellefson y Kisser, el grupo incluyen Tim "Ripper" Owens, Paul Bostaph, Mike Portnoy, Jimmy DeGrasso, Phil Demmel y Roy Mayorga. La formación original, que consiste en DeGrasso, Ellefson, Kisser y Owens tocó una serie de conciertos en Chile en 2009. La banda estuvo de gira en Europa y tocó un concierto exclusivo en el Líbano. En 2010 HAIL! fue en una segunda gira por Europa y tocó una serie de conciertos en los EE. UU. La formación se compone entonces de Andreas Kisser, Tim "Ripper" Owens, Paul Bostaph y James LoMenzo.

### De La Tierra
Artículo principal De La Tierra.
En diciembre de 2012 Kisser formó la banda De La Tierra con Álex González de Maná, Andrés Giménez de A.N.I.M.A.L. y D-Mente y Sr. Flavio de Los Fabulosos Cadillacs. El grupo lanzó recientemente un tráiler y algunos vídeos de la grabación del álbum.

### Álbum solo
En agosto de 2009 Kisser lanzó su primer álbum solo, titulado Hubris I & II. Cuando no estaba trabajando con Sepultura, Kisser experimentó con ideas musicales, compuso y grabó maquetas, algunos de los cuales se había conservado durante 15 años antes del lanzamiento del álbum. En 2007, publicó algunos clips de vídeo de la grabación a través de su cuenta de YouTube. Le tomó 6 años para completar el proyecto y durante ese tiempo se maneja una gran parte de la producción a sí mismo. En los meses que siguieron al lanzamiento del disco Kisser jugó algunos conciertos en Brasil para promocionar su álbum y participó en el rodaje del videoclip de la canción "Em Busca do Ouro". El álbum fue nominado a la 11.ª edición de los Premios Grammy Latino en la categoría "Mejor Álbum de Rock Brasileño".

### Bandas sonoras
Kisser trabajó en la banda sonora de las películas brasileñas. En 1998 grabó con Igor Cavalera la música de No Coração dos Deuses ("En el corazón de los dioses"), una película de drama de 1999. La banda sonora fue grabado en el Estudio ION en São Paulo en junio de 1998 y producido por André Moraes. Kisser también trabajó junto Tony Bellotto, Eduardo de Queiroz y Charles Gavin en la banda sonora de la galardonada película de crimen Bellini ea Esfinge ("Bellini y la esfinge") lanzado en 2002. Kisser colaboró de nuevo en la banda sonora de la secuela Bellini eo Demônio ("Bellini y el diablo") lanzado en 2008.

### Colaboraciones y otros proyectos

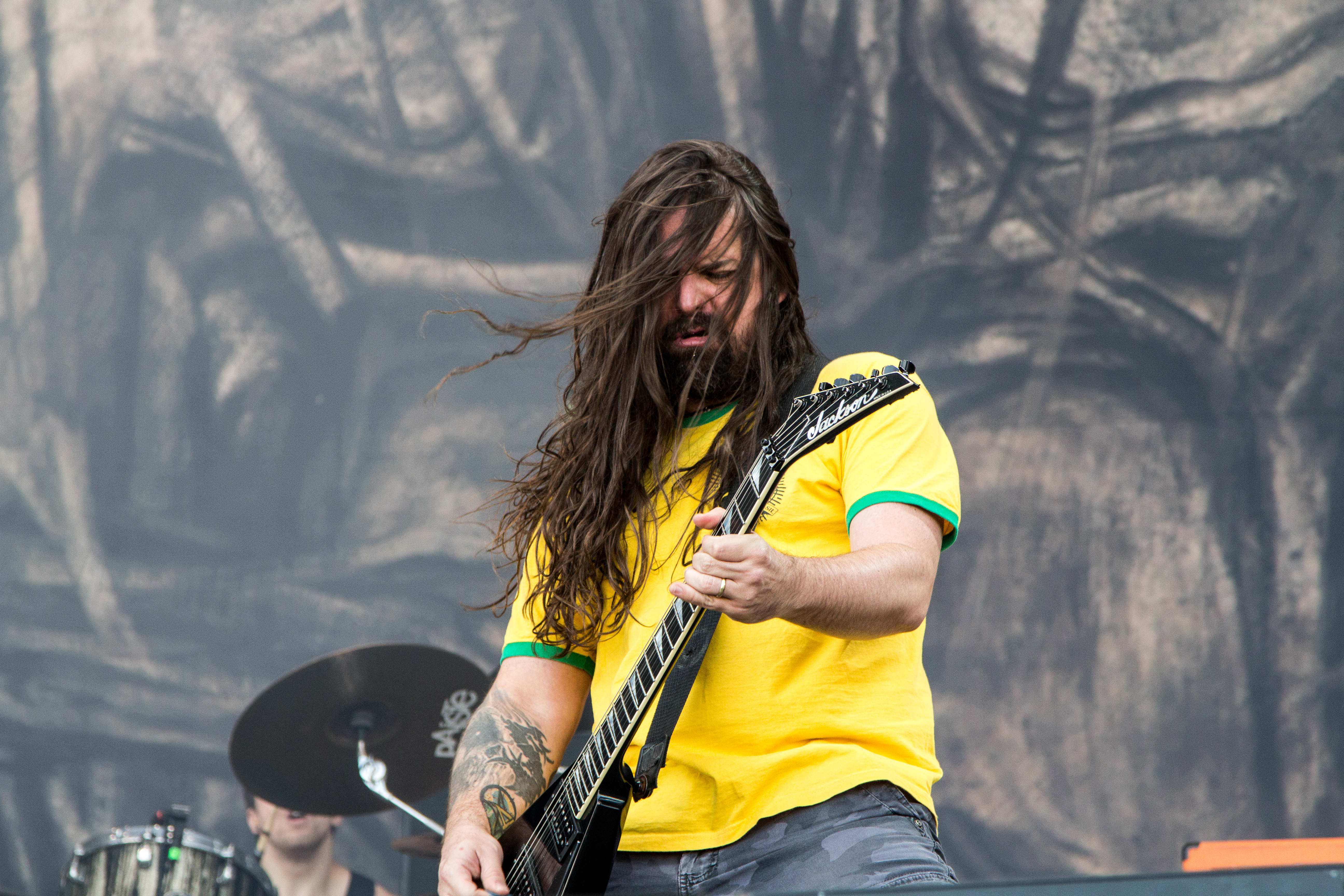
Andreas Kisser (Nova Rock 2014)

Kisser trabajó en varios proyectos musicales. Entre 1995 y 1996 Kisser grabó algunas maquetas con Jason Newsted y Tom Hunting bajo diferentes seudónimos. El trío grabó primero tres canciones bajo el nombre Sexoturica, que más tarde fue incluida en la compilación IR8 vs Sexoturica. En el segundo proyecto, llamado Quarteto da Pinga e que incluye Robb Flynn, grabaron dos canciones y una versión de Motörhead. En 1996 Kisser renueva su colaboración con Newsted para el proyecto Godswallop que incluye Carl Coletti en batería y Sofía Ramos en voz.
Además Kisser hizo diversas apariciones como invitado en el álbum de bandas como Asesino, Astafix, Biohazard, "Burning in Hell, Claustrofobia, Korzus, Krusader, Nailbomb, Ratos de Porão y The Corral AK. En 2005 Kisser participó en el grabación del álbum Roadrunner United y jugó en el concierto del 25º aniversario del sello Roadrunner. En 2008 trabajó en el álbum Album Branco, que es una versión del álbum blanco de los Beatles por músicos brasileños. Kisser tocó la guitarra en las canciones Piggies y Helter Skelter.
Kisser también produjo y coprodujo varios álbumes. En 1992 coprodujo el álbum Shadow of a Time to Be del grupo Hammerhead. En 2004, grabó tres canciones para el álbum Treme Terra de la banda de rock brasileña Sayowa, coprodujo el álbum Check Mate de Necromancia y jugó en la canción Greed Up To Kill. En 2006, Kisser coprodujo con Stanley Soares el segundo álbum de Sayowa.

### Anécdotas
En 1992, Kisser audicionó para la posición temporal de guitarrista rítmico para Metallica. James Hetfield sufrió graves quemaduras en la mano después de un accidente de fuegos artificiales y no podía tocar la guitarra por un tiempo. Sin embargo, Kisser no es en última instancia seleccionado.
En 2008, tocó en una serie de conciertos con Scorpions para el Humanity World Tour en México y Brasil.
En 2011, Kisser reemplazó Scott Ian, guitarrista de Anthrax, para una serie de conciertos en Europa, incluyendo los conciertos Big 4 en Gotemburgo, Knebworth y Amneville. Ian había permanecido en los Estados Unidos para asistir al nacimiento de su primer hijo.
Kisser tocó también en algunos conciertos con el grupo de versiones brasileño Clube Big Beatles en el Cavern Club en Liverpool. En agosto de 2012, un ladrillo conmemorativo que lleva su nombre fue inaugurado en el muro de la fama del club, haciendo de Kisser el primer músico brasileño y en conjunto, el primer guitarrista de metal para ser honrado de esta manera.

## Equipos musicales
Kisser actualmente utiliza guitarras de la marca Fender, Jackson y Seizi. Ha utilizado Fender desde 2002 y Seizi desde 2011. La marca Seizi está actualmente en el proceso de lanzamiento de un modelo signature. A lo largo de su carrera Kisser ha utilizado una serie de guitarras de diferentes empresas. Cuando empezó con Sepultura usó una guitarra Ibanez RG440. Más tarde adquirió una Charvel Model 2 y una Jackson Randy Rhoads que utilizó extensamente y todavía utiliza en las grabaciones. En la década de 1990 Kisser también utilizó ESP y Fernandes. Sus guitarras están ajustadas para D y Bb estándar. Cuando gira toma cuatro guitarras con él, dos para cada ajuste. Kisser tiene una colección de cerca de 40 guitarras, incluyendo:
- ESP Explorer
- ESP Horizon 3
- ESP Viper
- Fender Stratocaster
- Fernandes AFR-150S
- Jackson Soloist
- Jackson Randy Rhoads
- Seizi Mosh custom

Para la amplificación, Kisser utiliza un preamplificador Mesa Boogie Triaxis que está conectado con dos cabezas y desde dos hasta cuatro gabinetes de 4 x 12 ". Junto a Mesa Boogie, utiliza amplificadores de Meteoro, una compañía brasileña que lanzó varios modelos signature. En el pasado, Kisser utilizaba un preamplificador ADA MP-1 MIDI y amplificadores Marshall.
- Mesa Boogie Triaxis
- Mesa Boogie Strategy 500
- Mesa Boogie Triple Rectifier
- Mesa Boogie 4 x 12"
- EVH 5150
- Marshall JCM 800 2204
- Marshall 4 x 12"
- Meteoro MAK 3000
- Orange Rockerverb

Cuando él está tocando en vivo, Kisser utiliza poco o nada pedales de efectos. Su pedalera actual se limita a un MXR Carbon Copy y su propio modelo Cry Baby Wah.
- Boss CH-1 Super Chours
- Dunlop Buddy Guy CryBaby Wah
- Dunlop Andreas Kisser CryBaby Wah
- Morley Wah
- MXR Carbon Copy
- Rocktron Hush Super C
- Púas Dunlop 0.88mm y James Hetfield Black Fang 0.96 mm
- Cuerdes SG signature (.10-.46 y.13-.56)

## Vida personal
Kisser está casado con Patricia Perissinotto Kisser y tiene tres hijos: Julia (nacida en 1995), Yohan (nacido en 1997) y Enzo (nacido en 2005). Él es un fanático del fútbol, sobre todo del club brasileño São Paulo Futebol Clube. Además de su carrera musical, Kisser lleva a cabo otras actividades relacionadas con la música. En 2010, escribió una columna semanal para Yahoo! Music Brasil y desde enero de 2013 dirige su propio programa de radio con su hijo Yohan. El programa se llama Pegadas Andreas Kisser ("Pistas de Andreas Kisser") y es transmitido por la estación de radio brasileña Rádio 89FM Rock.''
Habla portugués, inglés y español de forma fluida.

## Discografía
Sepultura
- 1987 - Schizophrenia
- 1989 - Beneath the Remains
- 1991 - Arise
- 1993 - Chaos A.D.
- 1996 - Roots
- 1998 - Against
- 2001 - Nation
- 2002 - Revolusongs
- 2003 - Roorback
- 2006 - Dante XXI
- 2009 - A-Lex
- 2011 - Kairos
- 2013 - The Mediator Between Head and Hands Must Be the Heart
- 2017 - Machine Messiah
- 2020 - Quadra

### Otros proyectos
De La Tierra
- 2014 - De La Tierra
- 2016 - II
- 2020 - Distintos

Pestilence
- 1987 - Slaves of Pain (maqueta)

Quarteto da Pinga
- 1995 - Demo

Sexoturica
- 1995 - SpermogoDemo (maqueta)
- 2003 - IR8 / Sexoturica

Álbum solo
- 2009 - Hubris I & II

Asesino
- 2006 - Cristo Satánico

Astafix
- 2009 - End Ever

Biohazard
- 2001 - Uncivilization

Burning in Hell
- 2006 - Believe

Claustrofobia
- 2005 - Fulminant

Korzus
- 2004 - Ties of Blood

Krusader
- 2009 - Angus

Nailbomb
- 1994 - Point Blank

Necromancia
- 2001 - Check Mate

Ratos de Porão
- 1987 - Cada Dia Mais Sujo e Agressivo / Dirty and Aggressive

Roadrunner United
- 2005 - The All-Star Sessions